# Copa italiana de waterpolo femení
La Copa italiana de waterpolo femení, anomenada Coppa Italia, és la competició de copa de waterpolo que es disputa a Itàlia en categoria femenina.
La primera edició va tenir lloc la temporada 2011-12. Els equips participants són els inscrits al campionat de la Serie A1. La competició preveu la disputa d'una fase preliminar amb els equips dividits en grups. Els quatre millors equips de la fase prèvia passen a la Final Four, que se celebra en un sol recinte en un cap de setmana. A partir de l'edició 2015-2016, la fórmula final ha canviat, passant de la Final Four a la Final a sis.

## Historial
| Temporada | Guanyador             | Finalista          |
| --------- | --------------------- | ------------------ |
| 2011-12   | Orizzonte Catania     | Firenze Pallanuoto |
| 2012-13   | Orizzonte Catania     | Rapallo Pallanuoto |
| 2013-14   | Rapallo Pallanuoto    | Orizzonte Catania  |
| 2014-15   | Plebiscito Padova     | Waterpolo Messina  |
| 2015-16   | Rari Nantes Bogliasco | Rapallo Pallanuoto |
| 2016-17   | Plebiscito Padova     | Waterpolo Messina  |
| 2017-18   | Orizzonte Catania     | SIS Roma           |
| 2018-19   | SIS Roma              | Rapallo Pallanuoto |
| 2019-20   | Plebiscito Padova     | Orizzonte Catania  |

## Palmarès
| Equip                 | Títols |
| --------------------- | ------ |
| Orizzonte Catania     | 3      |
| Plebiscito Padova     | 3      |
| Rari Nantes Bogliasco | 1      |
| Rapallo Pallanuoto    | 1      |
| SIS Roma              | 1      |